# Fontenay-Saint-Père
Fontenay-Saint-Père è un comune francese di 948 abitanti situato nel dipartimento degli Yvelines, nella regione dell'Île-de-France.

## Società

### Evoluzione demografica
Abitanti censiti